# خوزه مسیانو
خوزه مسیانو (انگلیسی: José Mesiano; ۱ مهٔ ۱۹۴۲ – ۱۸ مهٔ ۲۰۱۷) بازیکن فوتبال اهل آرژانتین بود.
از باشگاه‌هایی که در آن بازی کرده‌است می‌توان به باشگاه فوتبال روساریو سنترال و باشگاه فوتبال آرژانتینوس جونیورز اشاره کرد.
وی همچنین در تیم ملی فوتبال آرژانتین بازی کرده‌است.